# Miss Universo Argentina
Miss Universo Argentina es un concurso de belleza nacional en Argentina que se celebra desde 1954. Cada concursante representa una provincia y/o región del país, la ganadora del título lo lleva por un período de alrededor de un año. La actual Miss Universo Argentina es Aldana Masset  representante de la provincia de Entre Ríos quien fue coronada el 25 de mayo de 2025 en CABA.
En 2019, Osmel Sousa, expresidente de la organización Miss Venezuela,y actual "President Advisor" (Asesor del Presidente) de la Organización Miss Universo,compro la franquicia y realizó la primera edición del concurso de belleza Miss Universo Argentina bajo su dirección en octubre de ese mismo año.
En 2022,  Nadia Cerri, obtiene la franquicia de Argentina para Miss Universo. En 2023 pierde la franquicia, y es obtenida por Keno Manzur, empresario chileno, bajo el dominio de la marca Miss Universo Argentina que a través del concurso nacional elige a la ganadora la cual obtiene el título de Miss Universo Argentina y el derecho de representar al país en el certamen internacional.

## Representación internacional
Entre Ríos
     : Declarada como ganadora
     : Terminó como finalista
     : Terminó como una de las semifinalistas o cuartofinalistas
     : Terminó como ganadora de premios especiales
| Año                                     | Ganadora                                 | Provincia    | Notas |  |
| --------------------------------------- | ---------------------------------------- | ------------ | --- |  |
| Miss Argentina                          |                                          |              | |  |

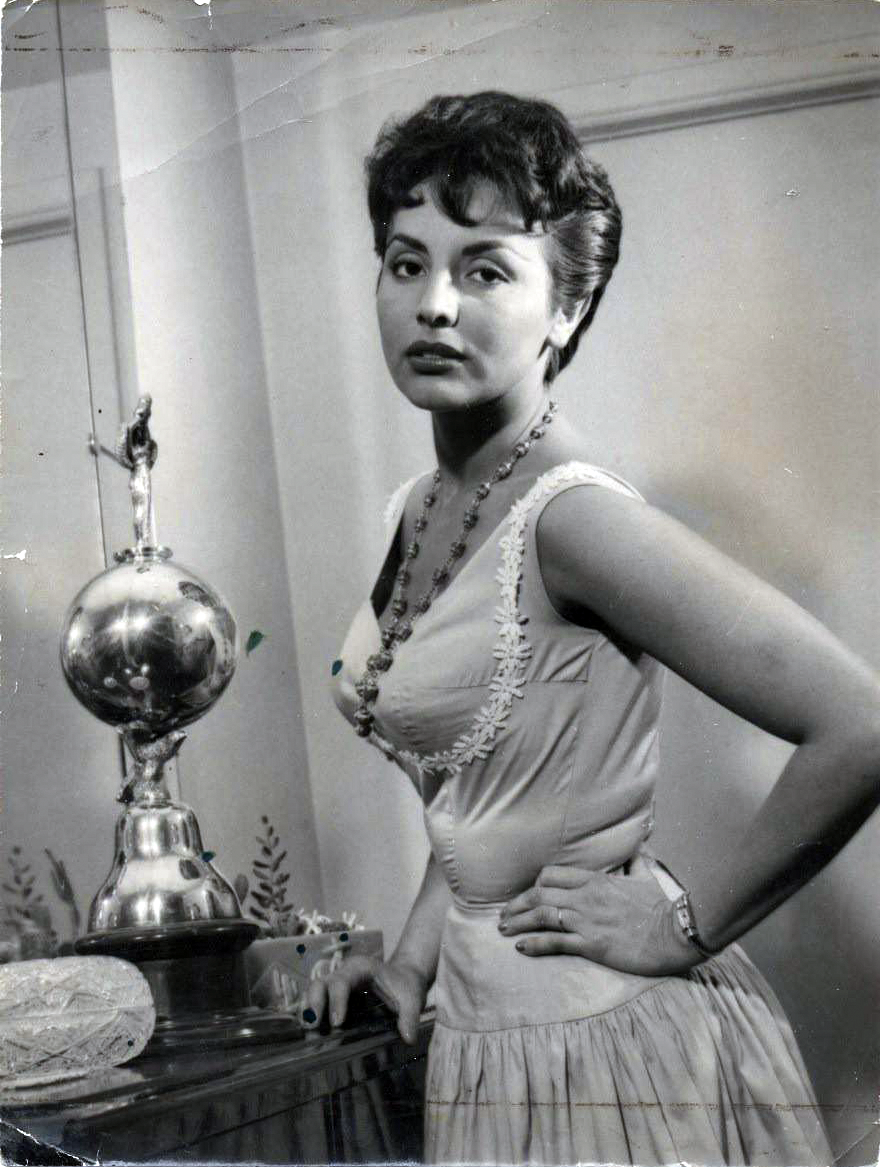
Isabel Sarli, quien más tarde desarrollaría una exitosa carrera como actriz, junto a su trofeo de Miss Argentina 1955.

| 1928                                    | Tulia Ciámpoli                           | Córdoba      | - Organizado por la revista «El Hogar» |  |
| 1929                                    | Nelida Rodríguez Aragón                  | Santa Fe     | - Organizado por la revista «Caras y Caretas» |  |
| 1930                                    | Celia Basavilbaso                        | Chaco        | - Organizado por el periódico «Crítica» |  |
| 1932                                    | Ana Rover                                | Buenos Aires | - Organizado por el periódico «Noticias Gráficas» |  |
| 1937                                    | Elba Tardits                             | Buenos Aires | |  |
| 1954                                    | Ivana Olga Ana María Francisca Kislinger | Buenos Aires | - Organizado por la revista Mundo Radial |  |
| 1955                                    | Hilda Isabel «La Coca» Gorrindo Sarli    | Buenos Aires | - Aunque nació en Concordia, Entre Ríos Sarli representó a Buenos Aires, donde vivía desde los tres años.                                             |  |
| 1956                                    | Ileana Carré                             | Buenos Aires | |  |
| 1957                                    | Mónica Lamas                             | Buenos Aires | |  |
| 1958                                    | Celina Mercedes Ayala                    | Misiones     | |  |
| 1959                                    | Liana Cortijo                            | Buenos Aires | |  |
| 1960                                    | Rose Marie Lincke                        | Buenos Aires | |  |
| 1961                                    | Adriana Gardiazábal                      | Buenos Aires | |  |
| 1962                                    | Norma Nolan                              | Santa Fe     | Fue la primera argentina en ganar la corona de Miss Universo. Aún conserva el mérito de ser la única argentina en obtener la corona de Miss Universo. |  |
| 1963                                    | Olga Galuzzi                             | Buenos Aires | |  |
| 1964                                    | María Amalia Ramírez                     | Santa Fe     | |  |
| 1965                                    | Mabel Caffarone                          | Buenos Aires | |  |
| 1966                                    | Elba Beatriz Baso                        | Buenos Aires | |  |
| 1967                                    | Amalia Yolanda Scuffi                    | Buenos Aires | |  |
| 1968                                    | María Del Carmen Jordan Vidal            | Buenos Aires | |  |
| 1969                                    | Lidia Esther Pepe                        | Santa Cruz   | |  |
| 1970                                    | Beatriz Martha Gross                     | Buenos Aires | |  |
| 1971                                    | María Del Carmen Vidal                   | Santa Fe     | |  |
| 1972                                    | Norma Elena Dudik                        | Buenos Aires | |  |
| 1973                                    | Susana Romero                            | Buenos Aires | |  |
| 1974                                    | Leonor Guggini Celmira                   | Buenos Aires | |  |
| 1975                                    | Rosa Del Valle Santillán                 | Tucumán      | |  |
| 1976                                    | Lilian Noemí Deasti                      | Buenos Aires | |  |
| 1977                                    | Maritza Elizabet Jurado                  | Buenos Aires | |  |
| 1978                                    | Delia Stella Maris Muñoz                 | Córdoba      | |  |
| 1979                                    | Adriana Virginia Álvarez                 | Buenos Aires | |  |
| 1980                                    | Silvia Piedrabuena                       | Santa Fe     | |  |
| 1981                                    | Susana Mabel Reynoso                     | Santa Cruz   | |  |
| 1982                                    | María Alejandra Basile                   | Buenos Aires | |  |
| 1983                                    | María Daniela Carara                     | Buenos Aires | |  |
| 1984                                    | Leida Adar                               | Buenos Aires | |  |
| 1985                                    | Yanina Castano                           | Buenos Aires | |  |
| 1986                                    | María De Los Ángeles Fernández           | Buenos Aires | |  |
| 1987                                    | Carolina Brachetti                       | Buenos Aires | |  |
| 1988                                    | Claudia Gabriela Pereyra                 | Buenos Aires | |  |
| 1989                                    | Luisa Norbis                             | Córdoba      | |  |
| 1990                                    | Paola de la Torre                        | Salta        | |  |
| 1991                                    | Verónica Flavia Honnorat                 | Chaco        | |  |
| 1992                                    | Laura Verónica Rafael                    | Buenos Aires | |  |
| Señorita Argentina                      |                                          |              | |  |
| 1993                                    | Alicia Andrea Ramón                      | Chaco        | |  |
| 1994                                    | Solange Guadalupe Magnano Silvestre†     | Córdoba      | |  |
| 1996                                    | Verónica Ledezma                         | Buenos Aires | |  |
| 1997                                    | Nazarena Vanesa González Almada          | Buenos Aires | |  |
| 1998                                    | Marcela Viviana Brane                    | Córdoba      | |  |
| 1999                                    | Elena Mabel Fournier Picciolo            | Santa Fe     | |  |
| 2000                                    | Andrea Nicastri Muchi                    | Buenos Aires | |  |
| 2001                                    | Romina Incicco                           | Santa Fe     | |  |
| 2003                                    | Laura Constanza Romero Demelli           | Buenos Aires | |  |
| Miss Universo Argentina                 |                                          |              | |  |
| 2006                                    | Magalí Romitelli                         | Córdoba      | Rompió la racha de 28 años sin lograr ingresar al top en Miss Universo.                                                                               |  |
| 2007                                    | Daniela Alejandra Stucán Figliomeni      | Buenos Aires | |  |
| 2008                                    | María Silvana Belli Vega                 | San Juan     | |  |
| 2009                                    | Johanna Mariel Lašić Cid                 | Buenos Aires | |  |
| 2010                                    | Yésica Natalia Di Vincenzo               | Buenos Aires | |  |
| 2011                                    | Natalia Soledad Rodríguez                | Buenos Aires | |  |
| 2012                                    | Camila Solórzano Ayusa                   | Tucumán      | |  |
| 2013                                    | Brenda María González                    | Santa Fe     | |  |
| 2014                                    | Valentina Ferrer Pezza                   | Córdoba      | Rompió la racha de 8 años sin clasificar en Miss Universo y fue top 5 en trajes típicos                                                               |  |
| 2015                                    | Claudia Alexis Barrionuevo               | Salta        | Fue top 5 en trajes típicos |  |
| 2016                                    | Estefanía Bernal                         | Buenos Aires | |  |
| 2017                                    | Stefanía Belén Incandela Lema            | Buenos Aires | |  |
| 2018                                    | Agustina Belén Pivowarchuk               | Buenos Aires | |  |
| Miss Universo Argentina por Osmel Sousa |                                          |              | |  |
| 2019                                    | Mariana Jesica Varela                    | Buenos Aires | En 2020 participó del concurso Miss Grand Internacional donde se posicionó en el Top 10.                                                              |  |
| 2020                                    | Alina Luz Akselrad                       | Córdoba      | Rompió la racha de 7 años sin clasificar en Miss Universo. Es la representante designada para competir en Miss Charm 2024                             |  |
| 2021                                    | María Julieta García                     | Buenos Aires | En 2023 participó en el concurso Miss Charm donde se posicionó en el Top 10.                                                                          |  |
| Miss Universo Argentina por Nadia Cerri |                                          |              | |  |
| 2022                                    | Bárbara Yasmín Cabrera                   | Buenos Aires | |  |
| Miss Universo Argentina por Keno Manzur |                                          |              | |  |
| 2023                                    | Yamile Luján Dajud Zuluzga               | Río Negro    | |  |
| 2024                                    | Magalí Benejam                           | Córdoba      | Se posicionó en el Top 12 |  |
|                                         |                                          |              | |  |
| 2025                                    | Aldana Masset                            | Entre Ríos   | |  |

| Año                           | Provincia              | Miss Universo Argentina                  | Posición en Miss Universo | Premios especiales                | Notas |
| ----------------------------- | ---------------------- | ---------------------------------------- | ------------------------- | --------------------------------- | --- |
| 2024                          | Córdoba                | Magali Benejam                           | Top 12                    |                                   | Dirección de Keno Manzur |
| 2023                          | Río Negro              | Yamile Luján Dajud Zuluaga               | No clasificó              |                                   | Dirección de Keno Manzur. |
| 2022                          | Ciudad de Buenos Aires | Bárbara Yasmín Cabrera                   | No clasificó              |                                   | Dirección de Nadia Cerri. |
| 2021                          | Ciudad de Buenos Aires | María Julieta García                     | No clasificó              |                                   | Designada - Debido al impacto de la pandemia del COVID-19, la 1.ª finalista de 2019 se coronó como Miss Universo Argentina 2021.       |
| 2020                          | Córdoba                | Alina Luz Akselrad                       | Top 21                    |                                   | Designada - Debido al impacto de la pandemia del COVID-19, la finalista del Top 7 de 2019 se coronó como Miss Universo Argentina 2020. |
| 2019                          | Buenos Aires           | Mariana Jesica Varela                    | No clasificó              |                                   | Dirección de Osmel Sousa. |
| 2018                          | Ciudad de Buenos Aires | Agustina Belén Pivowarchuk               | No clasificó              |                                   | |
| 2017                          | Ciudad de Buenos Aires | Stefanía Belén Incandela Lema            | No clasificó              |                                   | |
| 2016                          | Ciudad de Buenos Aires | Estefanía Bernal                         | No clasificó              |                                   | Dirección de Endemol Argentina y TNT Latin America.                                                                                    |
| 2015                          | Salta                  | Claudia Alexis Barrionuevo               | No clasificó              | - Mejor Traje Nacional (Top 5)    | |
| 2014                          | Córdoba                | Valentina Ferrer Pezza                   | Top 10                    | - Mejor Traje Nacional (Top 5)    | |
| 2013                          | Santa Fe               | Brenda María González                    | No clasificó              |                                   | |
| 2012                          | Tucumán                | Camila Solórzano Ayusa                   | No clasificó              |                                   | |
| 2011                          | Buenos Aires           | Natalia Soledad Rodríguez                | No clasificó              |                                   | |
| 2010                          | Buenos Aires           | Yésica Natalia Di Vincenzo               | No clasificó              |                                   | |
| 2009                          | Ciudad de Buenos Aires | Johanna Mariel Lašić Cid                 | No clasificó              |                                   | |
| 2008                          | San Juan               | María Silvana Belli Vega                 | No clasificó              |                                   | |
| 2007                          | Buenos Aires           | Daniela Alejandra Stucan Figlomeni       | No clasificó              |                                   | |
| 2006                          | Córdoba                | Magali Romitelli                         | Top 20                    |                                   | Mirta Schuster directorship. |
| Señorita Argentina            |                        |                                          |                           |                                   | |
| No compitió entre 2004 y 2005 |                        |                                          |                           |                                   | |
| 2003                          | Buenos Aires           | Laura Constanza Romero Demelli           | No clasificó              |                                   | |
| 2002                          | No compitió            | No compitió                              | No compitió               | No compitió                       | No compitió |
| 2001                          | Santa Fe               | Romina Incicco                           | No clasificó              |                                   | |
| 2000                          | Buenos Aires           | Andrea Nicastri Muchi                    | No clasificó              |                                   | Dirección de Fénix Producciones y Fundación Favaloro.                                                                                  |
| 1999                          | Santa Fe               | Elena Mabel Fournier Picciolo            | No clasificó              |                                   | |
| 1998                          | Córdoba                | Marcela Viviana Brane                    | No clasificó              |                                   | |
| 1997                          | Ciudad de Buenos Aires | Nazarena Vanesa González Almada          | No clasificó              |                                   | |
| 1996                          | Buenos Aires           | Verónica Ledezma                         | No clasificó              |                                   | |
| 1995                          | No compitió            | No compitió                              | No compitió               | No compitió                       | No compitió |
| 1994                          | Córdoba                | Solange Guadalupe Magnano Silvestre†     | No clasificó              |                                   | |
| 1993                          | Chaco                  | Alicia Andrea Ramón                      | No clasificó              |                                   | Dirección de Nelly Raymond. |
| Miss Argentina                |                        |                                          |                           |                                   | |
| 1992                          | Ciudad de Buenos Aires | Laura Verónica Rafael                    | No clasificó              |                                   | |
| 1991                          | Chaco                  | Verónica Flavia Honnorat                 | No clasificó              |                                   | |
| 1990                          | Salta                  | Paola De La Torre                        | No clasificó              |                                   | |
| 1989                          | Córdoba                | Luisa Norbis                             | No clasificó              |                                   | |
| 1988                          | Ciudad de Buenos Aires | Claudia Gabriela Pereyra                 | No clasificó              |                                   | |
| 1987                          | Buenos Aires           | Carolina Brachetti                       | No clasificó              |                                   | |
| 1986                          | Ciudad de Buenos Aires | María De Los Ángeles Fernández           | No clasificó              |                                   | |
| 1985                          | Buenos Aires           | Yanina Castaño                           | No clasificó              |                                   | |
| 1984                          | Ciudad de Buenos Aires | Leida Adar                               | No clasificó              |                                   | |
| 1983                          | Buenos Aires           | María Daniela Carara                     | No clasificó              |                                   | |
| 1982                          | Ciudad de Buenos Aires | María Alejandra Basile                   | No clasificó              |                                   | |
| 1981                          | Santa Cruz             | Susana Mabel Reynoso                     | No clasificó              |                                   | Dirección de Juan Alberto Mateyko y Nelly Raymond.                                                                                     |
| 1980                          | Santa Fe               | Silvia Piedrabuena                       | No clasificó              |                                   | |
| 1979                          | Buenos Aires           | Adriana Virginia Álvarez                 | Top 12                    |                                   | Dirección de El Mundo del Espectáculo.                                                                                                 |
| 1978                          | Córdoba                | Delia Stella Maris Muñoz                 | No clasificó              |                                   | |
| 1977                          | Buenos Aires           | Maritza Elizabet Jurado                  | Top 12                    |                                   | |
| 1976                          | Buenos Aires           | Lilian Noemí De Asti                     | Top 12                    |                                   | |
| 1975                          | Tucumán                | Rosa Del Valle Santillán                 | No clasificó              |                                   | |
| 1974                          | Ciudad de Buenos Aires | Leonor Celmira Guggini                   | No clasificó              |                                   | |
| 1973                          | Ciudad de Buenos Aires | Susana Romero                            | Top 12                    |                                   | |
| 1972                          | Buenos Aires           | Norma Elena Dudik                        | No clasificó              |                                   | |
| 1971                          | Santa Fe               | María Del Carmen Vidal                   | No clasificó              |                                   | |
| 1970                          | Ciudad de Buenos Aires | Beatriz Marta Gros                       | Cuarta finalista          | - Mejor en Traje de Baño (Top 10) | Dirección de Héctor Larrea. |
| 1969                          | Corrientes             | Lidia Esther Pepe                        | No clasificó              |                                   | |
| 1968                          | Ciudad de Buenos Aires | María Del Carmen Jordan Vidal            | No clasificó              |                                   | |
| 1967                          | Buenos Aires           | Amalia Yolanda Scuffi                    | No clasificó              |                                   | Dirección de Agencia Naico. |
| 1966                          | Buenos Aires           | Elba Beatriz Basso                       | No clasificó              |                                   | Dirección de El Arte de la Elegancia.                                                                                                  |
| 1965                          | No compitió            | No compitió                              | No compitió               | No compitió                       | No compitió |
| 1964                          | Santa Fe               | María Amelia Ramírez                     | Top 10                    |                                   | |
| 1963                          | Buenos Aires           | Olga Amelia Galluzzi                     | Top 15                    |                                   | |
| 1962                          | Santa Fe               | Norma Beatriz Nolan                      | Miss Universo 1962        |                                   | |
| 1961                          | Ciudad de Buenos Aires | Adriana Gardiazábal                      | Segunda finalista         |                                   | |
| 1960                          | Ciudad de Buenos Aires | Rose Marie Lincke                        | No clasificó              |                                   | |
| 1959                          | Buenos Aires           | Liana Cortijo                            | No clasificó              |                                   | |
| 1958                          | Misiones               | Celina Mercedes Ayala                    | No clasificó              |                                   | |
| 1957                          | Ciudad de Buenos Aires | Mónica Lamas                             | Top 15                    |                                   | |
| 1956                          | Ciudad de Buenos Aires | Ileana Carré                             | Top 15                    |                                   | |
| 1955                          | Entre Ríos             | Hilda Isabel Sarli Gorrindo †            | Top 15                    |                                   | |
| 1954                          | Ciudad de Buenos Aires | Ivana Olga Ana María Francisca Kislinger | Top 16                    |                                   | Dirección de la revista Mundo Radial.                                                                                                  |